# Plzeň 4
Plzeň 4 je městský obvod rozkládající se na severovýchodě statutárního města Plzně. Skládá se z pěti původních historických obcí: Doubravka, Lobzy, Újezd, Červený Hrádek a Bukovec. Sídlo městského obvodu se nachází v jeho nejvýznamnější části – na Doubravce.

## Charakter
Obvod vznikl v roce 1962, dnešní hranice ale získal až v roce 1976 po přičlenění okrajových částí (Červený Hrádek). Část obyvatel obvodu bydlí na sídlištích Doubravka a Lobzy, která byla stavěna koncem 60. let. Zástavbu ale zdaleka netvoří pouze panelové domy. Části Újezd, Červený Hrádek a Bukovec mají dodnes spíše vesnický charakter, ale i na Doubravce se nachází relativně velké množství starších rodinných domků. V dnešní době výstavba pokračuje spíše v okrajových částech obvodu (Újezd, Červený Hrádek, Bukovec). Dochází tam ke stavbě rodinných domů. Na území obvodu se nachází relativně velké množství zeleně – parky Přátelství a v Homolkách, Špitálský les, vrch Chlum s rozhlednou a hluboké lesy směrem na Chrást. U Doubravky se zprava vlévá Úslava do Berounky.
Nejvýznamnější historickou památkou je bezesporu románský kostel sv. Jiří na Doubravce. Jedná se o jednu z nejstarších staveb v Česku, byl postaven již v roce 992. Historická jádra bývalých vesnic Lobzy, Červený Hrádek, Újezd a Bukovec s ukázkami lidové architektury byly prohlášeny vesnickou památkovou zónou.

## Vybavenost
V obvodě se vyskytují čtyři základní školy, gymnázium Luďka Pika, nemocnice a poliklinika, tři pošty, stanice městské i republikové policie, čtyři knihovny (dvě městské – Doubravka, Lobzy a dvě místní – Červený Hrádek a Újezd), Divadlo Alfa (s programem zejména pro dětské diváky), c. k. Divadlo Pluto a loutkové divadlo Špalíček. Na území obvodu byly postaveny dva hypermarkety (Tesco a Albert), které leží na Rokycanské třídě, jež je součástí silničního průtahu městem z východu na západ. Celoměstský význam mají Ústřední hřbitov s krematoriem a Nový židovský hřbitov, jenž se nacházejí na kopci na Doubravce, také při Rokycanské třídě. V ulici V Malé Doubravce sídlí společnost ČSAD Autobusy Plzeň, která zajišťuje autobusovou dopravu pro celý Plzeňský kraj. Obvodem prochází hlavní železniční trať č. 170 Praha–Plzeň, která má na Doubravce zastávku. A to poblíž výjezdu z 4150 metrů dlouhého Ejpovického tunelu, jenž je nejdelším železničním tunelem v České republice.
Nejvýznamnější ulicí je Rokycanská třída, která je součástí východo-západního průtahu městem a odděluje Doubravku a Lobzy. S touto třídou se kříží Masarykova ulice, která vede středem Doubravky a dále pokračuje jako Zábělská přes Újezd a Zábělou do Chrástu. Páteří městské hromadné dopravy v obvodu jsou trolejbusy. 5 linek (11, 13, 15, 16 a 17) zajišťuje dopravu do Doubravky (točny Na Dlouhých a Zábělská), k Ústřednímu hřbitovu a do Lobez. Důležitý přestupní bod je na konečné zastávce linky č. 16 Doubravka. Na trolejbus tam navazují autobusy do okrajových částí obvodu i mimo město. Dalšími významnými autobusovými linkami jsou: linka 28 - Bukovec - Újezd - Doubravka - Sídliště Bory; linka 29 - Doubravka - Lobzy - Slovany - Doudlevce - Borská Pole a polookružní linka 30 - Borská Pole - Bory - Doudlevce - Slovany - Lobzy - Doubravka - Bolevec - Sídliště Košutka - (NC Úněšovská).
Mezi průmyslové podniky patří plzeňská teplárna v Doubravecké ulici zásobující teplem většinu města, dnes již nefungující papírna v Bukovci při Berounce a řada firem podél Hřbitovní a Jateční ulice.

## Sport
Vynikající výsledky má TJ Plzeň–Újezd oddíl národní házené, jenž soutěží v 1. lize. Muži jsou pětinásobní mistři České republiky a to v sezonách 2005/2006, 2009/2010, 2011/2012, 2013/2014 a 2015/2016. 

## Obyvatelstvo
| 1869  | 1880  | 1890  | 1900  | 1910   | 1921   | 1930   | 1950   | 1961   | 1970   | 1980   | 1991   | 2001   | 2011   | 2021   |
| ----- | ----- | ----- | ----- | ------ | ------ | ------ | ------ | ------ | ------ | ------ | ------ | ------ | ------ | ------ |
| 1 470 | 1 814 | 3 015 | 6 943 | 10 628 | 12 397 | 17 098 | 14 084 | 12 693 | 26 190 | 29 308 | 25 347 | 23 876 | 24 664 | 23 819 |